# Rivellia flavimana
Rivellia flavimana är en tvåvingeart som beskrevs av Friedrich Hermann Loew 1873. Rivellia flavimana ingår i släktet Rivellia och familjen bredmunsflugor. Inga underarter finns listade i Catalogue of Life.